# 方上町
方上町（かたのかみちょう）は、徳島県徳島市の町名。勝占地区に属している。郵便番号は〒770-8033。
- 人口：680人（2010年7月。徳島市の調査より）
- 世帯数：1,212世帯（同上）

## 地理
徳島市の中央部に位置し、北は北山町、東は勝占町、南は丈六町・渋野町、西は上八万町と接する。米作を中心とした農業地域。東西に山地が在り、ミカン栽培に利用されている。その間を北に向けて谷が広がる形になり、米作もその平地を利用して行われている。
神光寺前庭に、市文化財（考古資料）の石造板碑阿弥陀三尊立像がある。ため池が多く、谷の億部などに集まり利用されている。中央部を徳島県道209号八多法花線が通り、丈六寺南行きの徳島バスも運行されている。

### 山岳
- 弁天山

### 河川
- 新川

### 小字
- 合ノ町
- 壱町地
- 馬越
- 大食
- 尾羽丁
- 葛島
- 上六拾間

- 北谷
- 切戸
- 五間堀
- 桜谷
- 下中山
- 高坂
- 溜尻

- 鶴島
- 寺内
- 所谷
- 中内
- 中須賀
- 中開
- 原田

- ハリウ
- 馬場ノ上
- 東浦
- 舟戸川
- 弁財天
- 宮谷
- 向山

- 森谷
- 門口
- 六拾間

## 歴史
元は徳島市方上の一部で昭和27年より現在の町名となった。米・ミカンが主な農作物で特にミカンは第二次世界大戦後の生産が増大し、生産過剰による価格低下を起こしている。

## 施設
- 徳島市総合動植物公園
- 森神社
- 草創神社
- 神光寺
- ポルトガル・レイリア大通り

## 交通

### 道路
都道府県道
- 徳島県道209号八多法花線
- 徳島県道210号大谷西須賀線